# Sophia Münster

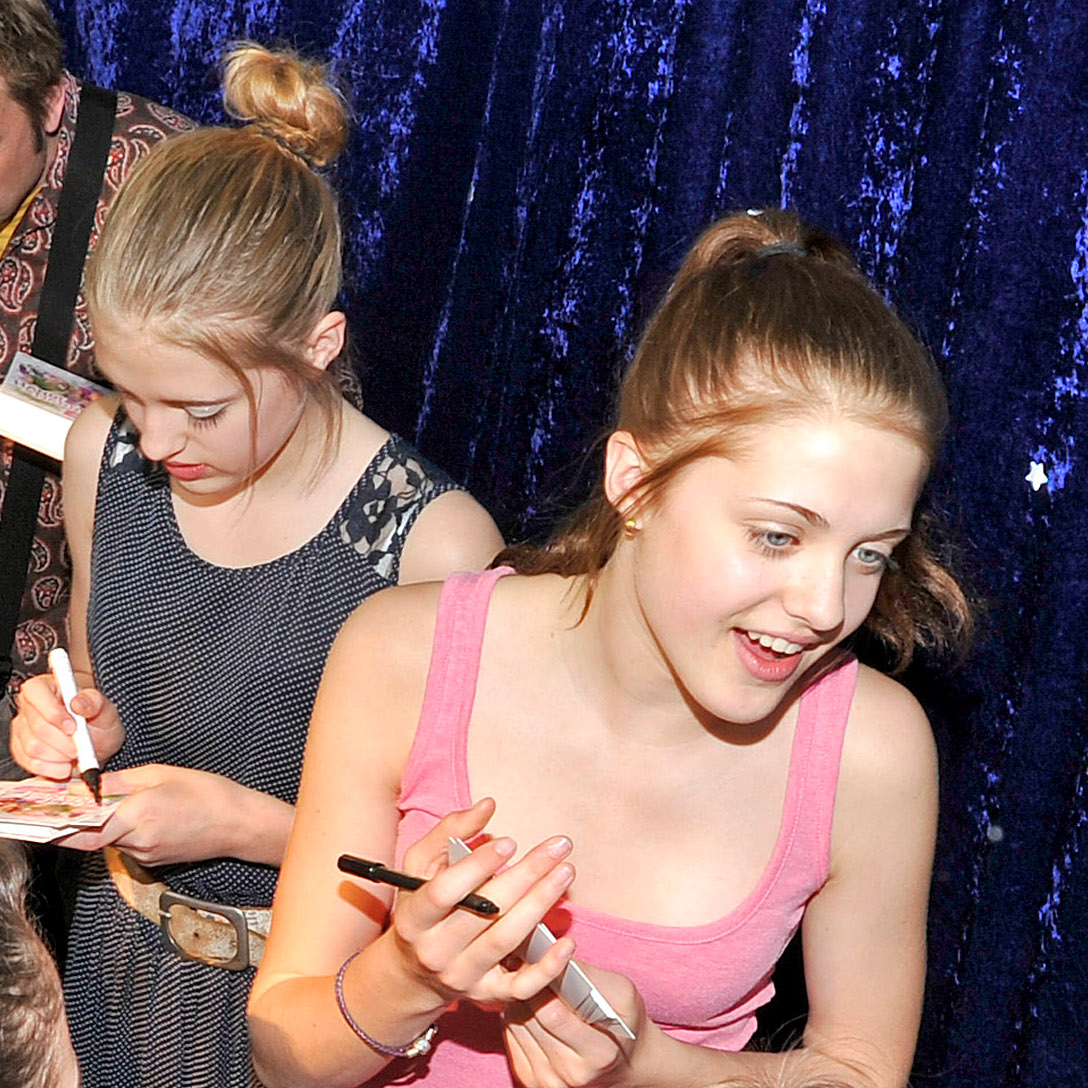
Sophia und Jana Münster beim Stadtfest 2012 in Mannheim

Sophia Münster (* 28. Februar 1998 in Mannheim) ist eine deutsche Schauspielerin.

## Leben
Münster spielte als Kinderdarstellerin die Titelrolle der Hanni in der deutschen Filmkomödie Hanni & Nanni (2010). Ihre Zwillingsschwester Jana spielte die Nanni. In den Fortsetzungen, die 2012 und 2013 gedreht wurden, tauschte sie die Rolle mit ihrer Schwester und übernahm die Rolle der Nanni. 2012 war sie (ohne ihre Schwester) in dem Fernsehfilm Die Holzbaronin zu sehen.
Außerdem veröffentlichte das Zwillingspaar im November 2014 seinen Song I love to dance auf YouTube. Die beiden Schwestern kommen aus Ilvesheim.
2015 veröffentlichte Münster ihr erstes Buch Im Schattenspiel des Mörders.
Von 2016 bis 2017 war sie auf YouTube als Maria Haxthausen in der Webserie Alles Liebe, Annette zu sehen. Im Jahr 2019 startete die Fernsehserie Meine Klasse – Voll das Leben, in der Münster als Lisa Schubert zu sehen war. Die Serie endete nach 40 Folgen.

## Filmografie
- 2010: Hanni & Nanni
- 2012: Hanni & Nanni 2
- 2012: Die Holzbaronin (Fernsehfilm)
- 2013: Hanni & Nanni 3
- 2016–2017: Alles Liebe, Annette (Webserie)
- 2019: Das Traumschiff – Japan
- 2019: Der Lehrer
- 2019: Meine Klasse – Voll das Leben (Fernsehserie)
- 2023: Morgen irgendwo am Meer

## Auszeichnungen
- 2010: Bambi in der Kategorie Talent für Hanni & Nanni